# Теодор Лойпольд
Теодор Лойпольд (нім. Theodor Leupold) — німецький спортсмен, учасник Літніх Олімпійських ігор 1896 року.
Теодор Лойпольд був одним з п'яти німецьких велоспортсменів, які брали участь у Літніх Олімпійських іграх 1896 року. Він брав участь у перших змаганнях з велоспорту на олімпіаді, це був заїзд на 100 кілометрів, який відбувся 8 квітня. Після подолання третини шляху, залишилися лише чотири з десятьох велосипедистів бравших участь у змаганні. Німецькі спортсмени їхали у парі, допомагаючи один одному тримати ритм. Але і вони були вимушені закінчити перегони, Теодор Лойпольд закінчив на 37 кілометрі, а його товариш Бернард Кнубель на 41. Перемогу отримав француз Леон Фламан. Через три дні відбулися змагання з гіту на 333,3 метра, Теодор Лойпольд посів п'яте місце, розділивши його з французом Леоном Фламаном та британцем Фредеріком Кіпінгом.
Також Лойпольд був заявлений на двокілометровий спринт та десятикілометрові перегони але він не брав участі у подальших змаганнях.